# 孟邵
孟邵（1734年—1815年），字少逸，號鷺洲，晚號蝶叟，四川中江人，清朝政治人物，同進士出身。

## 生平
乾隆二十五年（1760年）登庚辰科進士，選翰林院庶吉士，散館改刑部主事，升員外郎。乾隆三十二年（1767年）任山東道監察御史。乾隆四十二年（1777年）以兼任福建道監察御史之差至臺灣擔任巡視臺灣監察御史。乾隆四十四年（1779年）升禮科給事中。歷官鴻臚寺少卿、鴻臚寺卿、光祿寺卿、太常寺卿、宗人府府丞、左副都御史、大理寺卿。嘉庆九年（1804年）回鄉，主成都草堂书院，講席十余年。著有《蝶叟集》。